# Ledebouria camerooniana
Ledebouria camerooniana är en sparrisväxtart som först beskrevs av John Gilbert Baker, och fick sitt nu gällande namn av Franz Speta. Ledebouria camerooniana ingår i släktet Ledebouria och familjen sparrisväxter. Inga underarter finns listade i Catalogue of Life.